# Thelcticopis fasciata
Thelcticopis fasciata är en spindelart som först beskrevs av Tamerlan Thorell 1897. Thelcticopis fasciata ingår i släktet Thelcticopis och familjen jättekrabbspindlar.
Artens utbredningsområde är Myanmar. Inga underarter finns listade i Catalogue of Life.